# HE0450-2958

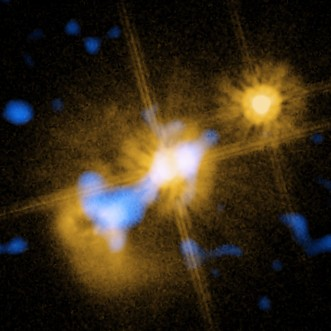
Композитное изображение HE0450-2958 в псевдоцветах. Инфракрасный компонент (голубое) получен на VLT, оптический компонент (жёлтое) — Хабблом.

HE0450-2958 является необычным квазаром. Его называют «голый квазар» и «бездомный квазар», поскольку не обнаружена содержащая его галактика. Согласно оценкам, он находится на расстоянии около одного миллиарда парсек от нас.

## История
Команда исследователей во главе с Пьером Магейном из Льежского университета (Бельгия) объявила результаты своих исследований 14 сентября 2005 года в журнале Nature. Квазар находится на небе вблизи разрушающейся галактики со всплеском звездообразования (см. объект на фото вверху слева). Тем не менее, вокруг квазара отсутствует галактика (на фото в центре), что натолкнуло авторов на размышления.

Можно предположить, что галактика исчезла из нашего поля зрения в результате столкновения, сформировав галактику с нарушенной структурой, но трудно представить себе, как могло случиться полное разрушение галактики.

Для того, чтобы галактика квазара была видна, по оценкам Магейна, она должна быть примерно на пять звёздных величин (в 100 раз) ярче квазара, или иметь радиус около 300 световых лет (для галактик, содержащих типичные квазары, поперечник составляет от 5000 до 50 000 св. лет).
Вскоре после публикации результатов Магейна и его команды, ещё три теоретические работы были опубликованы в течение недели с 6 ноября 2005 года, в которых рассматривались объяснения особенностей этого объекта. Два документа от групп из Кембриджа, штат Массачусетс и из Кембриджа (Англия), предполагали, что квазар является сверхмассивной чёрной дырой, выброшенной из центра ближайшей галактики с нарушенной структурой либо путём излучения гравитационных волн, либо из-за взаимодействия трёх чёрных дыр. Скорость выброса должна была быть около 1000 км/с для того, чтобы переместить квазар так далеко от своей первоначальной галактики.
Третья работа от команды во главе с Дэвидом Мерриттом критически подошла к рассмотрению гипотезы выброса и исключила такую возможность, выдвинув два основных аргумента:
1. Спектр квазара показывает узкую линию сейфертовской галактики. NLS1 считается аномально малой сверхмассивной чёрной дырой, а размер сверхмассивной чёрной дыры очень сильно коррелирует с размером галактики. Таким образом, галактика квазара также аномально маленькая, что объясняет, почему она не была обнаружена группой Магейна.
2. Спектр квазара также указывает на присутствие классической узкой эмиссионной линии излучения (NLR). Газ производит узкие линии, находясь примерно в тысяче световых лет от чёрной дыры, и такой газ не может оставаться связанным с чёрной дырой после достаточно сильного воздействия, которое бы удалило её из галактики. Эти авторы пришли к выводу, что «голый» квазар на самом деле совершенно обычный, с узкой линией сейфертовской галактики, и случайно расположен на небе близко от нарушенной галактики.

Целый ряд научных исследований, с 2005 года поддержали этот вывод. Ким и его люди в 2006 году сделали более тщательную попытку, чтобы найти галактику квазара. Они пришли к выводу, что нельзя исключать наличие данной галактики, скрываемой за светом квазара. Команда других исследователей во главе с Чжоу наблюдала рентгеновское излучение квазара и использовала его для оценки массы чёрной дыры. Они подтвердили небольшую массу чёрной дыры, заключив, что галактика даже слабее, чем прогнозировал Мерритт. Фейн в 2007 году обнаружил радиоизлучение квазара, которое он расценил как свидетельство протекающего звездообразования, которое противоречит любому предположению, что это «голый квазар».
Текущий научный консенсус состоит в том, что HE0450-2958, вероятно, имеет галактику, которую трудно разглядеть из-за яркого света квазара.
В последнее время консенсус был поставлен под сомнение после изучения квазара в Европейской южной обсерватории.